# Furcenii Noi
Furcenii Noi – wieś w Rumunii, w okręgu Gałacz, w gminie Cosmești. W 2011 roku liczyła 1187 mieszkańców.